# Christophe Galtier
Christophe Galtier (ur. 28 sierpnia 1966 w Marsylii) – francuski piłkarz, występujący na pozycji obrońcy oraz trener. Obecnie trener w katarskim Al-Duhail. Wychowanek Olympique Marsylia, w trakcie swojej kariery grał także w takich zespołach jak Lille, Toulouse, Angers, Nîmes Olympique, Monza oraz Liaoning. Jako szkoleniowiec prowadził natomiast takie drużyny, jak Saint-Étienne oraz Lille.

## Statystyki

### Trener
(aktualne na 8 marca 2023)
| Zespół                   | Od              | Do              | Statystyka | Statystyka | Statystyka | Statystyka | Statystyka |
| Zespół                   | Od              | Do              | M          | W          | R          | P          | % W        |
| ------------------------ | --------------- | --------------- | ---------- | ---------- | ---------- | ---------- | ---------- |
| AS Saint-Étienne         | 15 grudnia 2009 | 20 maja 2017    | 361        | 147        | 109        | 105        | 40,72      |
| Lille OSC                | 29 grudnia 2017 | 25 maja 2021    | 152        | 78         | 32         | 42         | 51,32      |
| OGC Nice                 | 28 czerwca 2021 | 27 czerwca 2022 | 43         | 23         | 8          | 12         | 53,49      |
| Paris Saint-Germain F.C. | 5 lipca 2022    | Obecnie         | 38         | 27         | 5          | 6          | 71,05      |
| Łącznie                  | Łącznie         | Łącznie         | 594        | 275        | 154        | 165        | 46,30      |

## Osiągnięcia

### Trener
AS Saint-Étienne
- Puchar Ligi Francuskiej: 2012/2013

Lille OSC
- Mistrzostwo Francji: 2020/2021

Paris Saint-Germain F.C.
- Superpuchar Francji: 2022